# Фудин, Николай Андреевич
Николай Андреевич Фудин (род. 18 июня 1935 года) — советский и российский учёный-физиолог, специалист в области физиологии спорта, член-корреспондент РАМН (2005), член-корреспондент РАН (2014).

## Биография
Родился 18 июня 1935 года.
В 1963 году — с отличием окончил Алма-Атинский государственный институт физической культуры, где в дальнейшем работал, пройдя путь от преподавателя, заведующего кафедрой спортивной физиологии, декана факультета до проректора Института по научной работе.
Занимаясь научно-педагогической деятельностью создал и возглавил проблемную лабораторию «Высокогорье и спорт», где впервые была научно обоснована целесообразность высокогорной тренировки спортсменов.
В 1968 году — защитил кандидатскую диссертацию.
В 1970 году — работал в спорткомитете СССР, директор Главного спортивно-медицинского центра, начальник главного Управления медико-биологического обеспечения подготовки сборных команд СССР.
С 1985 года по настоящее время — работает в НИИ нормальной физиологии имени П. К. Анохина, с 1986 года — заместитель директора по научной работе.
В 1990 году — защитил докторскую диссертацию, тема: «Системные перестройки газового гомеостаза в условиях произвольно программируемой дыхательной деятельности человека».
В 2005 году — избран членом-корреспондентом РАМН.
В 2014 году — стал членом-корреспондентом РАН (в рамках присоединения РАМН и РАСХН к РАН).
Мастер спорта по горным лыжам, неоднократный чемпион и призёр отечественных и зарубежных соревнований.

## Научная деятельность
Специалист в области нормальной физиологии.
Вел научные исследования по изучению физиологических механизмов адаптации спортсменов к интенсивным мышечным нагрузкам в процессе тренировочной и соревновательной деятельности.
Разработал и на научной основе внедрил комплексный медико-биологический контроль за состоянием высококвалифицированных спортсменов в процессе тренировок и соревнований.
Впервые установил изменения газовых показателей и продуктов углеводного обмена, а также гормонов и отдельных олигопептидов в результате произвольных гиповентиляционных воздействий на внешнее звено саморегуляции дыхания.
Под его руководством создан научно обоснованный метод системной реабилитации физиологических функций у лиц, подвергшихся экстремальным физическим и эмоциональным нагрузкам с использованием физических упражнений, тепло-холодовых процедур и витаминно-минеральных композиций.
Автор более чем в 300 научных работ, 8-ми коллективных монографий, 16 методических пособий и рекомендаций для спортсменов и лиц, жизнедеятельность которых протекает в экстремальных условиях, имеет 5 авторских свидетельств, патентов на изобретения, автор 1 открытия.
С июня 2013 года — член Общественного совета при Министерстве спорта Российской Федерации.

## Награды
- Орден Почёта (2004)[2]
- Заслуженный деятель науки Российской Федерации (1995)[3]
- Медаль «Ветеран труда»
- Медаль Петра Лесгафта
- Знак «Отличник здравоохранения»
- Две золотых и одна серебряная медаль ВДНХ